# Мамиконян, Мушег
Мушег (Мушех) Мамиконян (арм. Մուշեղ Մամիկոնյան) или Мушел (грабар Mušeł (Մուշեղ)) — армянский  военачальник, спарапет, представитель нахарарского (княжеского) рода Мамиконян, сын Васака Мамиконяна.

## Биография
Мушег Мамиконян был одним из самых выдающихся военачальников Армении IV века. В 371 году под его руководством объединённые армянские и римские войска одержали победу над персами в битве при Багреванде, в окрестностях горы Нпат. Эта победа имела огромное значение, так как временно сорвала планы царя Сасанидов Шапура II по завоеванию Армении, что позволило утвердиться на армянском престоле царю Папу.
В годы правления Папа армянское войско под предводительством Мушега успешно воссоединило многие пограничные провинции, которые были утрачены в годы анархии (368—370 гг.) после пленения Аршака II в Тизбоне. Среди них были владения армянского царя в Атропатене,  Норширакан, провинции Кордук, Кордик и Тморик, области Марастан, Арцах, Утик, Шакашен, Гардманадзор, Кохт и Гугарк. На севере границей Армении с Албанией вновь стала река Кура.
После убийства царя Папа римлянами, на совещании армянских нахараровов Мушег поддержал идею не противодействовать им. Решено было, не мстя за убийство Папа, продолжать оставаться верными царю греков. По его мнению, одновременная борьба против римлян и персов была бы самоубийственной для Армении.
Прогреческая позиция Мушега впоследствии стала поводом для его обвинения при царе Вараздате, преемнике Папа. По словам Фавстоса Бузанда, против Мушега распространялись слухи, что, якобы по его приказу и совету греческие военачальники убили царя Папа. Утверждалось, что именно Мушег подстрекал греческого царя против Папа, что в конечном итоге привело к его убийству. Поверив этим слухам, подстрекаемый заговорщиками во главе с князем Батом Сааруни, Вараздат пригласил Мушега на ужин и во время трапезы приказал убить его.

## Значение
Мушег Мамиконян является важной фигурой в армянской истории. Его военные успехи и политическая деятельность оказали значительное влияние на сохранение независимости и территориальной целостности Армении в сложный период её истории. Победа при Багреванде является одним из ключевых событий, продемонстрировавших способность Армении успешно сопротивляться внешним угрозам.

## Образ в художественной литературе
Мушег Мамиконян — один из главных героев исторического романа армянского писателя Раффи «Самвел». В исторических романах-эпопеях армянского писателя Стефана Зорьяна «Армянская крепость» и «Царь Пап» описана деятельность спарапета Мушега Мамиконяна в сложный период истории армянского народа.
- Убийство Мушега Мамиконяна во время пира по приказу царя Вараздата

## Примечание
1. 1 2 3  Հայկական սովետական հանրագիտարան, հատոր 8 (арм.) — Т. 8.
2. ↑  Toumanoff C. Les dynasties de la Caucasie chrétienne de l'Antiquité jusqu'au xixe siècle (фр.): Tables généalogiques et chronologiques — Rome: 1990. — P. 329.
3. 1 2  Settipani C. Continuité des élites à Byzance durant les siècles obscurs (фр.): Les princes caucasiens et l'Empire du VIe au IXe siècle — Paris: 2006. — P. 132. — ISBN 978-2-7018-0226-8
4. ↑  Toumanoff C. Les dynasties de la Caucasie chrétienne de l'Antiquité jusqu'au xixe siècle (фр.): Tables généalogiques et chronologiques — Rome: 1990. — P. 329—330.
5. ↑  В грабаре буква ղ имела артикуляцию /ɫ/, которая в ходе языковой эволюции трансформировалась в /ʁ/ современного армянского языка.
6. ↑  История Армянского народа: В 8 томах. – Том II.  Армения в период раннего  феодализма. –  Ер.,  1984. – С.  99  (на арм. яз.)
7. ↑  История Армянского народа. Часть первая / Под редакцией Б. Н. Аракеляна и А. Р. Иоаннисяна. — Ин-т истории АН Арм. ССР. — Ереван: Айпетрат, 1951. — С. 78.
8. ↑  Фавстос Бузанд. История Армении, V, 33
9. ↑  Саркис Арутюнян. Древний эпос Армении. Дата обращения: 23 июля 2024. Архивировано 23 июля 2024 года.
10. ↑  История Армянского народа: В 8 томах. — Том II. Армения в период раннего феодализма. — Ереван, 1984. — С. 107 (на арм. яз.)
11. ↑  История Армянского народа: В 8 томах. — Том II. Армения в период раннего феодализма. — Ереван, 1984. — С. 103. (на арм. яз.)
12. ↑  Раффи. Самвел: Исторический роман (364—400) / Перевод с армянского и примечания Н. Хачатурян. — Ереван: Советакан грох, 1982. — 416 с. — Тираж 100 тыс. экз.
13. ↑  Зорьян С. Армянская крепость. Царь Пап: Исторические романы / Перевод с армянского А. Макинцян, В. Дудинцева. — М.: Советский писатель, 1984. — 744 с. — Тираж 200 тыс. экз.